# Vuelo 2904 de Lufthansa
El vuelo 2904 de Lufthansa fue un Airbus A320-200 que se salió de pista en el aeropuerto internacional Okęcie el 14 de septiembre de 1993. Fue un vuelo de Fráncfort (Alemania) a Varsovia (Polonia).

## Descripción del incidente

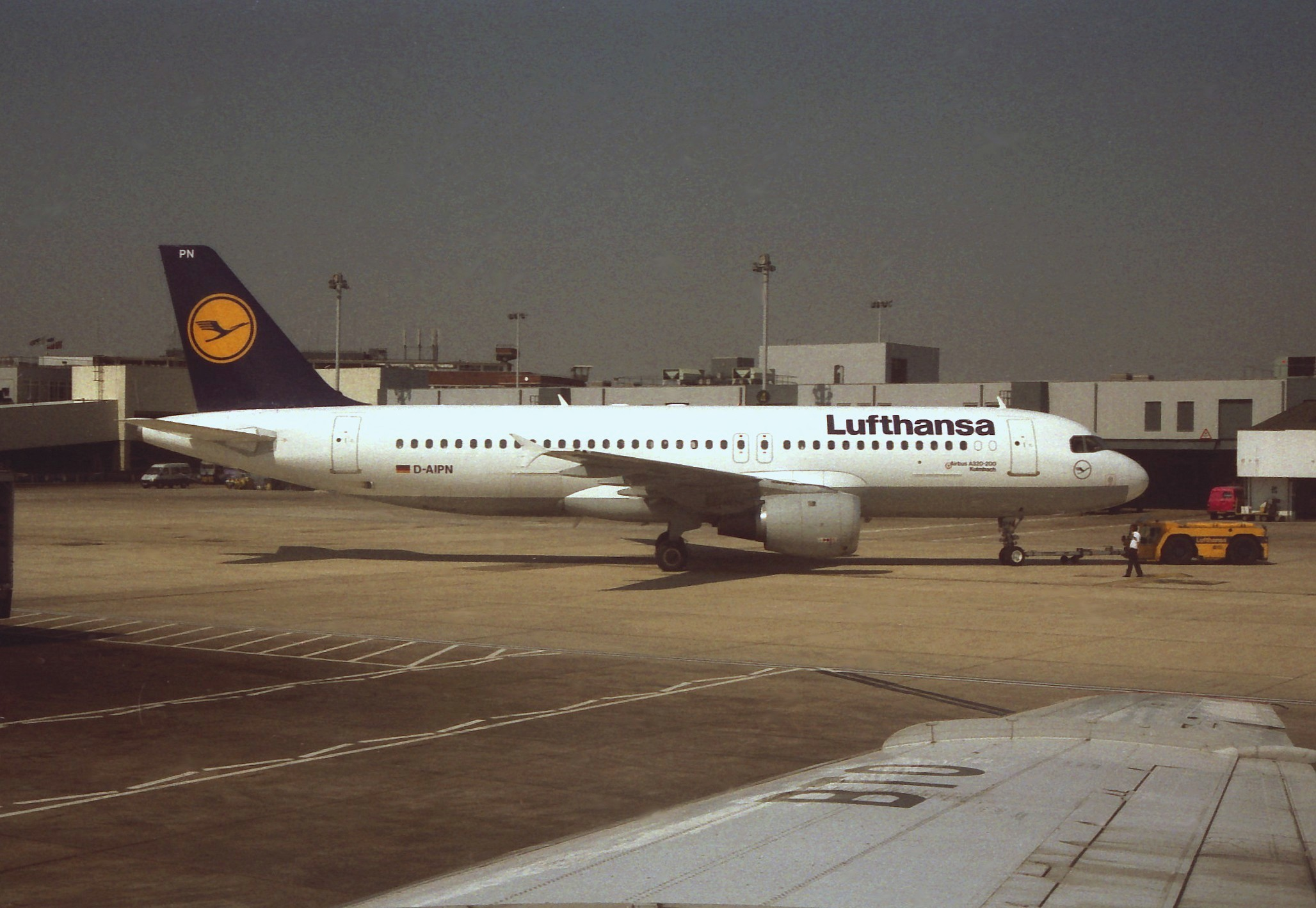
El avión involucrado en el accidente en Heathrow en 1991.

Ilustración que muestra el tiempo transcurrido entre el primer contacto, el segundo y la activación de los frenos.

El vuelo 2904 de Lufthansa fue autorizado a aterrizar en la pista 11 del aeropuerto internacional Okęcie y fue informado de la presencia de cizalladura en aproximación. Para compensar el viento cruzado, los pilotos intentaron tocar tierra con ligera deriva a la derecha. Además realizaron un contacto a 20 nudos (37,0 km/h) más rápido de lo habitual. Según el manual, se trataba del procedimiento correcto para las condiciones meteorológicas reportadas, pero el informe meteorológico no estaba actualizado. En el momento del contacto, el presunto viento cruzado se había convertido en viento ende cola. Debido al viento en cola de 20 nudos (37,0 km/h) y al incremento de velocidad, el avión tocó tierra a unos 170 nudos (314,8 km/h) y más allá del punto habitual de contacto. La rueda derecha del avión tocó tierra a 770 m del umbral de la pista 11. La rueda izquierda tocó tierra nueve segundos más tarde, a unos 1.525 m del umbral. Sólo cuando la rueda izquierda tocó la pista de aterrizaje los aerofrenos y las reversas de los motores comenzaron a desplegarse, ya que estos sistemas dependen de la compresión del puntal de aceite (amortiguador). Los frenos de los neumáticos, activados por una rotación igual o mayor de 72 nudos (133,3 km/h), comenzaron a funcionar cuatro segundos después.
La longitud restante de pista (a contar desde el momento en que los sistemas de frenado comenzaron a funcionar) fue demasiado escasa como para posibilitar que el avión pudiera detenerse completamente. Viendo la proximidad del final de pista y los obstáculos que había a continuación, el piloto forzó la salida de pista por la derecha. El avión abandonó la pista a unos 72 nudos (133,3 km/h) y circuló 90 m antes de golpear un talud y un radio faro con el ala izquierda. De inmediato se declaró un incendio en el ala izquierda que pronto se propagó a la cabina de pasajeros. Dos de los setenta ocupantes fallecieron en el accidente.

## Causas del accidente
La principal causa del accidente fue la toma de decisiones y acciones incorrectas por parte de la tripulación. Algunas de las decisiones incorrectas fueron tomadas cuando se recibió el dato sobre la cizalladura. La cizalladura se había producido por el paso de un frente sobre el aeropuerto, acompañado de fuertes variaciones de viento así como fuertes precipitaciones en pista.
Otra causa adicional del accidente fue la ausencia de información actualizada en la torre de control. 
Otras causas adicionales del accidente fueron las relativas a cuestiones de diseño del avión. Con una computadora integrada que impedía la activación de aerofrenos y reversas hasta que el tren principal no detectaba un mínimo de compresión de 6,3 toneladas en el amortiguador de cada lado, lo que impidió que la tripulación pudiera hacer uso de ninguno de los dos sistemas hasta que se cumplieron esas condiciones.

## Pasajeros y tripulantes
Como resultado del impacto se declaró un incendio que penetró en la cabina de pasajeros, matando a uno de los pasajeros. El segundo piloto también murió con motivo de la colisión. 51 personas resultaron seriamente heridas (incluyendo dos tripulantes) y otras cinco recibieron heridas menores.